# FTP-MOI
Die Francs-tireurs et partisans – main d’œuvre immigrée (FTP-MOI) waren eine Untergruppe der französischen Organisation Francs-tireurs et partisans (FTP). Die Gruppe gehörte während des Zweiten Weltkrieges zur Résistance. Die FTP-MOI bestand größtenteils aus Immigranten und war eine bewaffnete Gruppe, die Widerstand gegen die deutsche Besatzungsmacht in Frankreich ausübte. Die Main-d’œuvre immigrée war die zunächst gewerkschaftlich, ab den 1930er Jahren kommunistisch organisierte „Immigranten-Bewegung“ der FTP.

## Geschichte
Die FTP-MOI-Gruppen wurden gleichzeitig mit den Francs-tireurs et partisans im Jahr 1941 im Pariser Raum gegründet. Obwohl in die FTP integriert, unterstanden diese Gruppen direkt Jacques Duclos, der Befehle von der Kommunistischen Internationale (Komintern) weiterleitete. Die FTP-MOI-Gruppen bestanden mehrheitlich aus in Frankreich lebenden, ausländischen Kommunisten, die meist nicht Mitglieder der Französischen Kommunistischen Partei (PCF) waren. Unter den Mitgliedern befanden sich Immigranten aus verschiedenen Ländern, Schriftsteller, Künstler und andere Intellektuelle. Das Paris der 1930er Jahre war ein kulturell äußerst fruchtbares Zentrum, das für Kulturschaffende aus der ganzen Welt als Anziehungspunkt wirkte. Da Frankreich als „Land der Menschenrechte“ galt, gab es zahlreiche Flüchtlinge, die sich hier vor dem Einmarsch der Wehrmacht sicher gefühlt hatten. Viele Mitglieder der FTP-MOI waren Flüchtlinge, beispielsweise Armenier, die wegen des Genozids der Armenier in der Türkei geflohen waren; Juden, die vor den Verfolgungen in Deutschland und Osteuropa nach Frankreich emigrierten, sowie Kommunisten aus verschiedenen Ländern.
Die FTP-MOI zählte zu den aktivsten Gruppen der Résistance, da ihre Mitglieder Ausländer und häufig Juden waren, die sich durch das Vichy-Regime und die deutschen Besatzer besonders bedroht fühlten. Die Mitglieder der Gruppe bewahrten strikte Geheimhaltung, da sie Internierung, Deportation und Tod fürchteten. Da sie mit Duclos als Vermittler von der Komintern abhingen, erhielten sie nach dem Angriff Deutschlands auf die Sowjetunion aus Moskau die Anweisung, in den bewaffneten Kampf einzutreten. Im Gegensatz zur FTP-MOI achteten die verschiedenen französisch dominierten Gruppen mehr auf das politische Klima in Frankreich.
Anfänglich wurden die Pariser Gruppen von Boris Holban geführt, zwischen August und November 1943 von Missak Manouchian. Nach Manouchians Verhaftung führte Holban die FTP-MOI bis zur Befreiung Frankreichs im August 1944.

### Groupe Manouchian / L’affiche rouge
Die FTP-MOI ist besonders bekannt geworden, weil dem französischen Geheimdienst ein schwerer Schlag gegen die FTP-MOI gelang, indem 23 Mitglieder der etwa 40 Mitglieder umfassenden Manouchian-Gruppe innerhalb weniger Wochen verhaftet wurden. Vorausgegangen war dem am 28. September 1943 ein spektakulärer Akt: Mitglieder der Gruppe hatten in Paris Julius Ritter erschossen, der in Frankreich den Service du travail obligatoire (STO) organisierte. Der Anschlag zog harte Konsequenzen für die Organisation nach sich und mündete in einen Schauprozess vor einem deutschen Militärtribunal im Hôtel Continental, der am 17. Februar 1944 begann. Alle verhafteten Mitglieder der Gruppe wurden ohne Recht auf Revision zum Tode verurteilt und durch ein deutsches Erschießungskommando hingerichtet.
Der Prozess wurde propagandistisch ausgeschlachtet, da die Verurteilten vor ihrer Erschießung der Presse vorgeführt wurden. Ein Propaganda-Plakat wurde erstellt, das zehn der Hingerichteten mit ihren Namen und Porträtfotos auf rotem Hintergrund zeigt, sowie Fotos von angeblichen Sabotageakten. Das Plakat wurde tausendfach gedruckt und in Paris verteilt. Ziel war es, die Attentäter bzw. Saboteure als „Fremde“ und „nicht Franzosen“ zu zeigen und abschreckend und demotivierend zu wirken. Das Plakat wurde unter dem Namen L’Affiche rouge bekannt, und – anders als bezweckt – inspirierten die Affiches rouges Bürger zu weiteren Aktionen gegen die Besatzer. Viele der Plakate wurden mit Sprüchen bekritzelt, wie Morts pour la France! (Gestorben für Frankreich!). Die damals hingerichteten Mitglieder der Gruppe Manouchian wurden danach auch als Gruppe Affiche rouge bekannt. Die Gruppe Affiche rouge wird manchmal fälschlicherweise mit der (ganzen) Gruppe Manouchian gleichgesetzt, dabei handelte es sich nur um einen Teil der Gruppe Manouchian, wenn auch den mit den wichtigsten Protagonisten.

## Struktur der FTP-MOI

### Pariser Region:Groupe Manouchian
Angeführt von Joseph Epstein und Missak Manouchian, hatte die Gruppe unter anderem folgende Mitglieder:
- Celestino Alfonso — Spanier
- Olga Bancic — Rumänische Jüdin
- Joseph Boczov — Ungarischer Jude
- Georges Cloarec — Franzose
- Rino Della Negra— Italiener
- Thomas Elek — Ungarischer Jude
- Maurice Fingercwajg — Polnischer Jude
- Spartaco Fontano — Italiener
- Imre Glasz — Ungarischer Jude
- Jonas Geduldig — Polnischer Jude
- Léon Goldberg — Polnischer Jude
- Szlama Grzywacz — Polnischer Jude
- Hélène Kro - Polnische Kommunistin und Jüdin
- Stanislas Kubacki — Pole
- Arpen Lavitian — Armenier
- Cesare Luccarini — Italiener
- Missak Manouchian — Armenier
- Marcel Rayman — Polnischer Jude
- Roger Rouxel — Franzose
- Antonio Salvadori — Italiener
- Willy Schapiro — Polnischer Jude
- Ildo Stanzani (Italiener, konnte als einziger entkommen)
- Amadeo Usseglio— Italiener
- Wolf Wajsbrot — Polnischer Jude
- Robert Witchitz — Französischer Jude

### Region Lyon,Compagnie Carmagnole-Liberté
- Zweig Carmagnole in Lyon
- Zweig Liberté in Grenoble

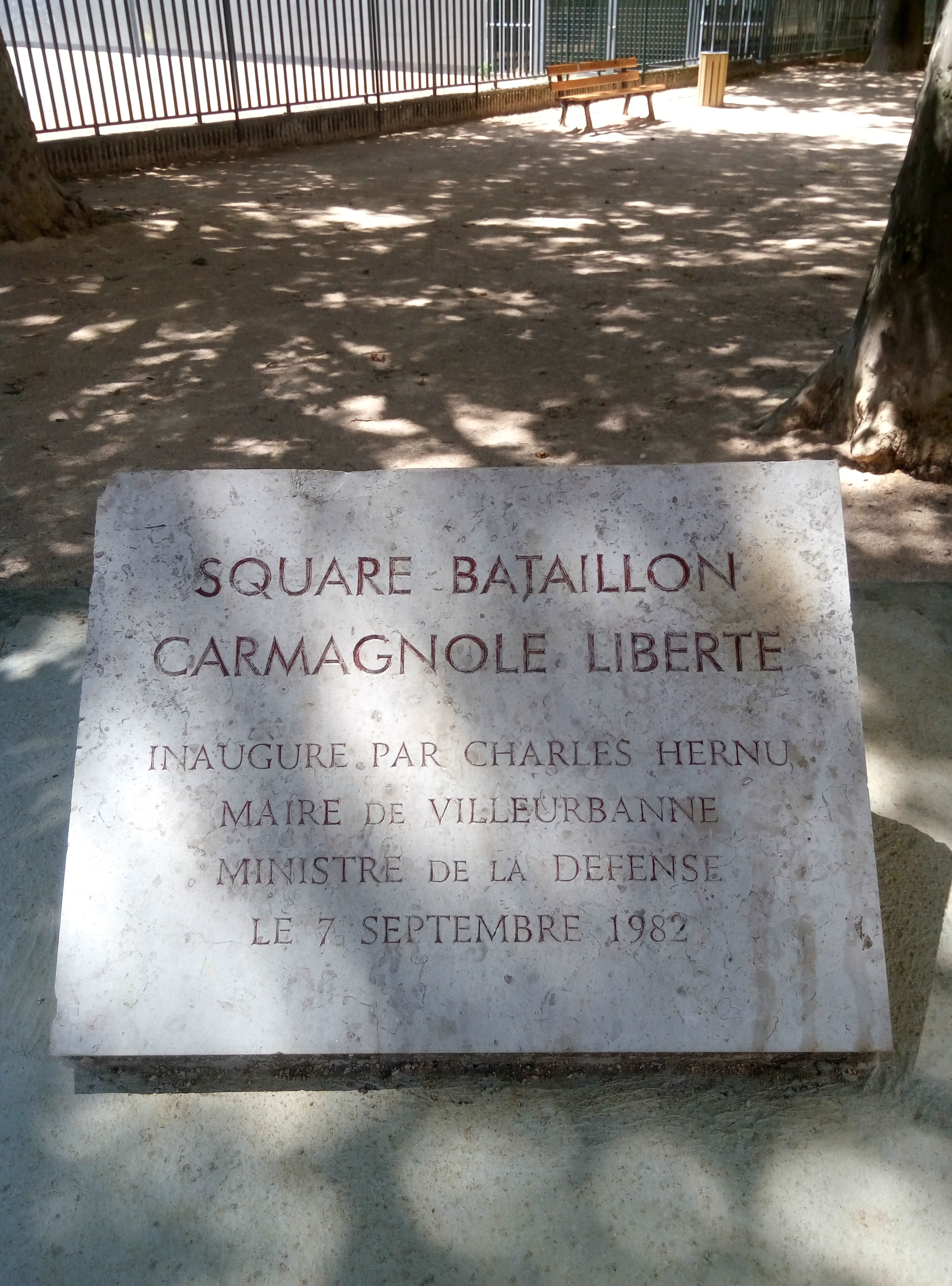

Herbert Herz war Mitglied beider Untergruppen. Léon Landini, Jeanine Sontag und Norbert Kugler gehörten der Carmagnole an.

### Region Toulouse,35 Brigade
Die 35 Brigade hat ihren Namen von den 35 Schützen der Internationalen Brigaden, die im Spanischen Bürgerkrieg aufseiten der Republikaner gekämpft hatten und die laut Marcel (Mendel) Langer diese Gruppierung der FTP-MOI bildeten.
Langer wurde im Februar 1943 verhaftet, während er Sprengstoff transportierte. Er wurde bei der section spéciale des Toulouser Berufungsgerichts vor Gericht gestellt. Der avocat général Lespinasse forderte seine Hinrichtung und Langer wurde am 21. März 1943 zum Tode verurteilt. Er ist am 23. Juli 1943 hingerichtet worden.
Die 35 Brigade nannte sich ihm zu Ehren fortan Brigade Marcel Langer. Achtzehn Mitglieder der Gruppe wurden von der Vichy-Polizei verhaftet und den Deutschen übergeben. Zwei von ihnen starben aus unbekannten Gründen im Zug, der sie während der Deportation transportierte, vier andere wurden erschossen.

## Dokumentarfilm
- Widerstandskämpfer im Ruhestand (Originaltitel Des terroristes à la retraite), Frankreich 1985, Regie: Mosco Boucault, 71 Min.